# Machaerium

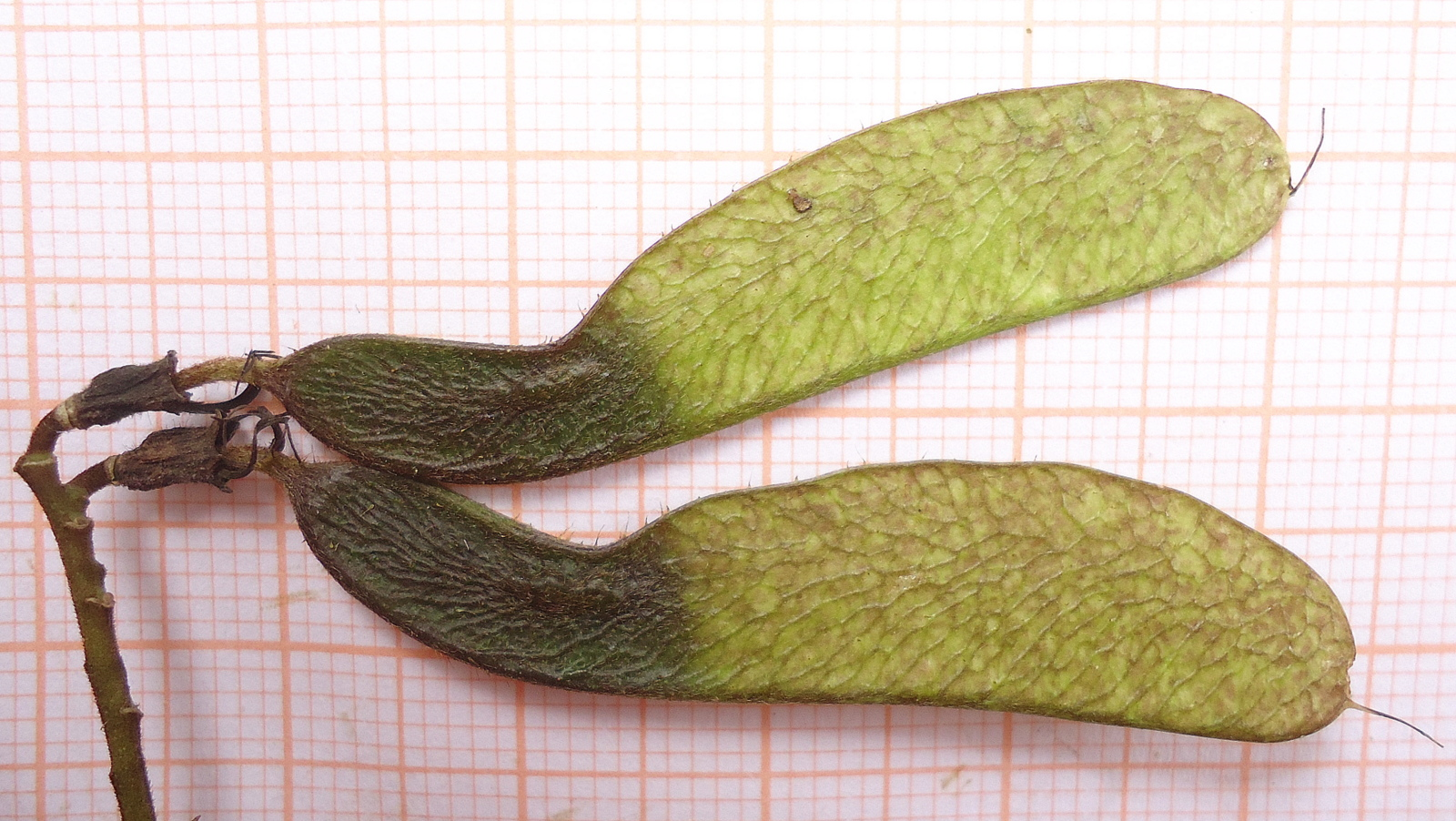
Plody Machaerium isadelphum

Machaerium je rod rostlin z čeledi bobovité. Jsou to stromy, keře i liány se zpeřenými listy a motýlovitými květy různých barev. Charakteristické jsou křídlaté jednosemenné plody. Rod zahrnuje asi 130 druhů a je rozšířen v tropické a subtropické Americe, jeden druh roste i v tropické západní Africe. Některé druhy jsou vyhledávány pro kvalitní dřevo, jiné jsou v tropech vysazovány jako stínící dřeviny a k zalesňování.

## Popis
Zástupci rodu Machaerium jsou stromy, keře a dřevnaté liány. Liánovité druhy šplhají pomocí otrněných výběžků. Stonky při porušení většinou roní červenou šťávu. Listy jsou střídavé, lichozpeřené, různorodé, složené ze 3 až mnoha střídavých, celokrajných lístků. Palisty bývají přeměněné v tvrdé trny, někdy opadavé. Květy jsou asi 4 až 18 mm dlouhé, motýlovité, bílé, žluté, purpurové, růžové nebo namodralé, uspořádané ve vrcholových nebo úžlabních hroznech či latách. Kalich je zvonkovitý až trubkovitý, zakončený 5 laloky až téměř uťatý. Tyčinek je 10 a jsou jednobratré nebo dvoubratré, srostlé po 5 nebo 9 srostlých a jedna volná. Semeník obsahuje 1 nebo 2 vajíčka. Čnělka je nitkovitá, zakončená drobnou hlavatou bliznou. Plody jsou nepukavé, stopkaté, s vytrvalým kalichem, obvykle se semenem ve spodní části a s dlouhým křídlem, typu samara. Někdy jsou plody ledvinovité nebo srpovité, s křídlem redukovaným. Semena jsou zploštělá, vejcovitá, ledvinovitá nebo okrouhlá.

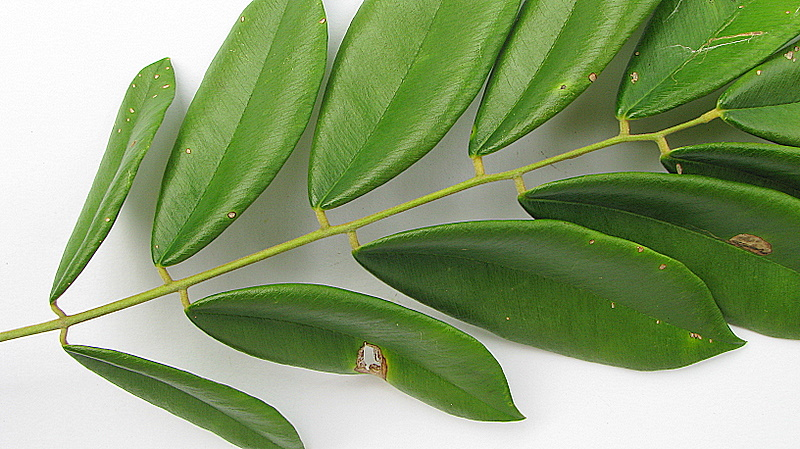
Detail listu Machaerium condensatum
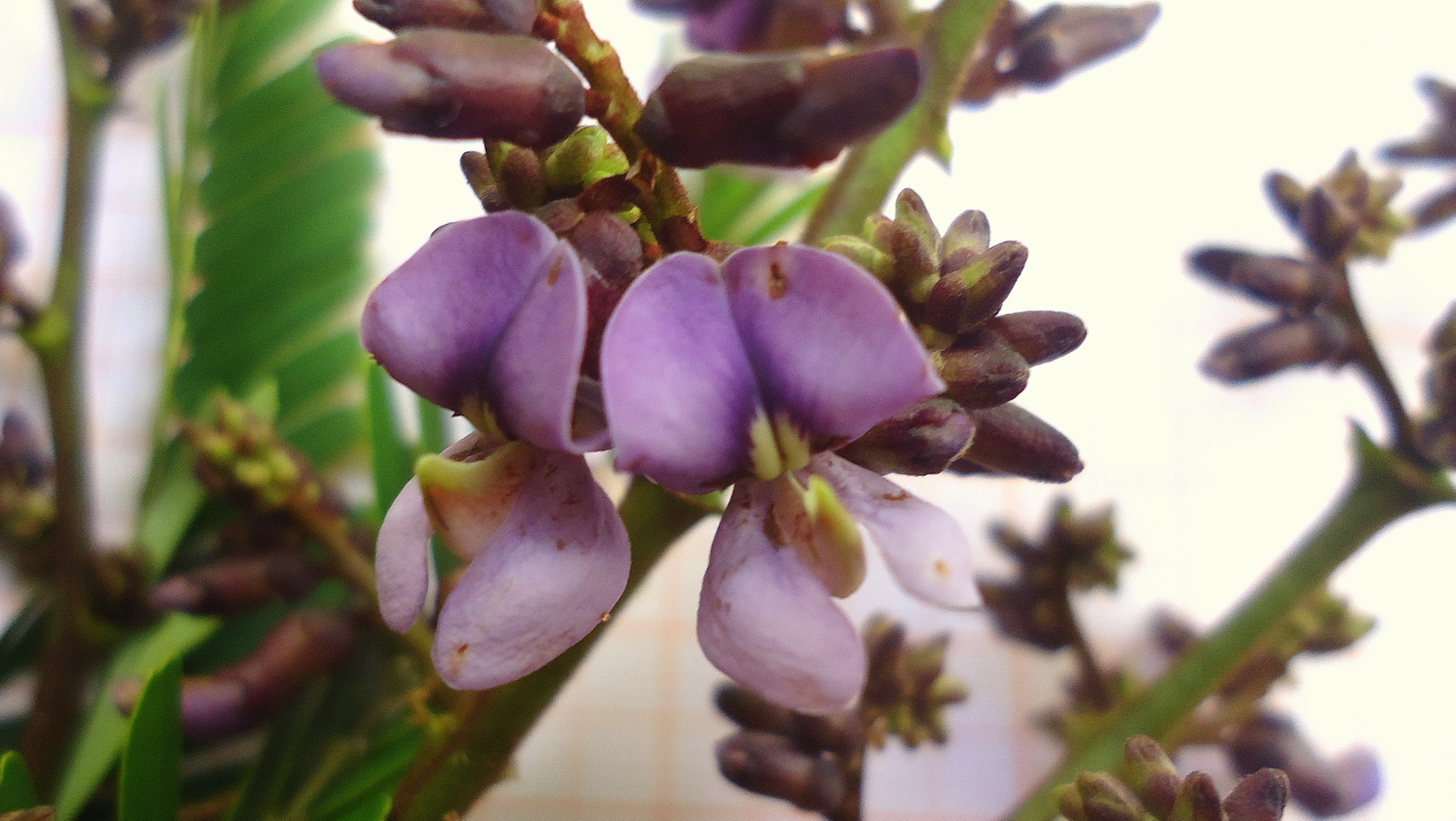
Květy Machaerium isadelphum
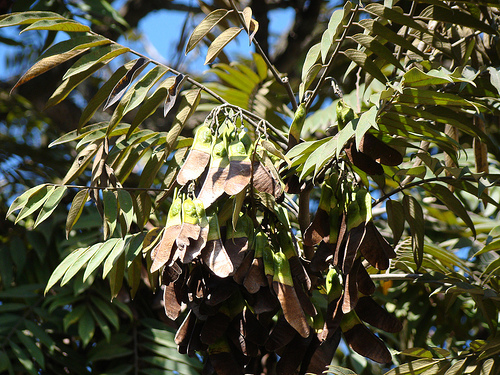
Větévka Machaerium villosum s plody

## Rozšíření
Rod Machaerium zahrnuje asi 130 druhů. Je rozšířen v tropické a subtropické Americe od Mexika po Argentinu. Druh Machaerium lunatum roste ve Střední Americe i v tropické západní Africe. Nejvíc druhů roste v jihovýchodní Brazílii a v Amazonii. Zástupci tohoto rodu rostou v zaplavovaných i nezaplavovaných tropických deštných lesích, v sezónně suchých lesích a v různých typech keřové vegetace.

## Ekologické interakce
Křídlaté plody Machaerium jsou šířeny větrem, zatímco semena s redukovaným křídlem bývají přizpůsobena šíření vodou.

## Význam
Stromy rodu Machaerium jsou v tropické Americe vysazovány jako stínící dřeviny a k znovuzalesňování degradovaných oblastí. Mnohé druhy poskytují kvalitní, tvrdé a dekorativní dřevo, odolné proti rozkladu. Je používáno zejména v truhlářství, na výrobu hudebních nástrojů, na obklady a podobně a také na kůly plotů.
Dřevo brazilského druhu Machaerium scleroxylon je načervenale fialové s černohnědým žilkováním. Je obchodováno pod názvem santos-palisandr.
Červená šťáva z kmenů některých druhů je domorodci v Jižní Americe používána při ošetřování hadího uštknutí. Listy slouží jako náhražka koky.

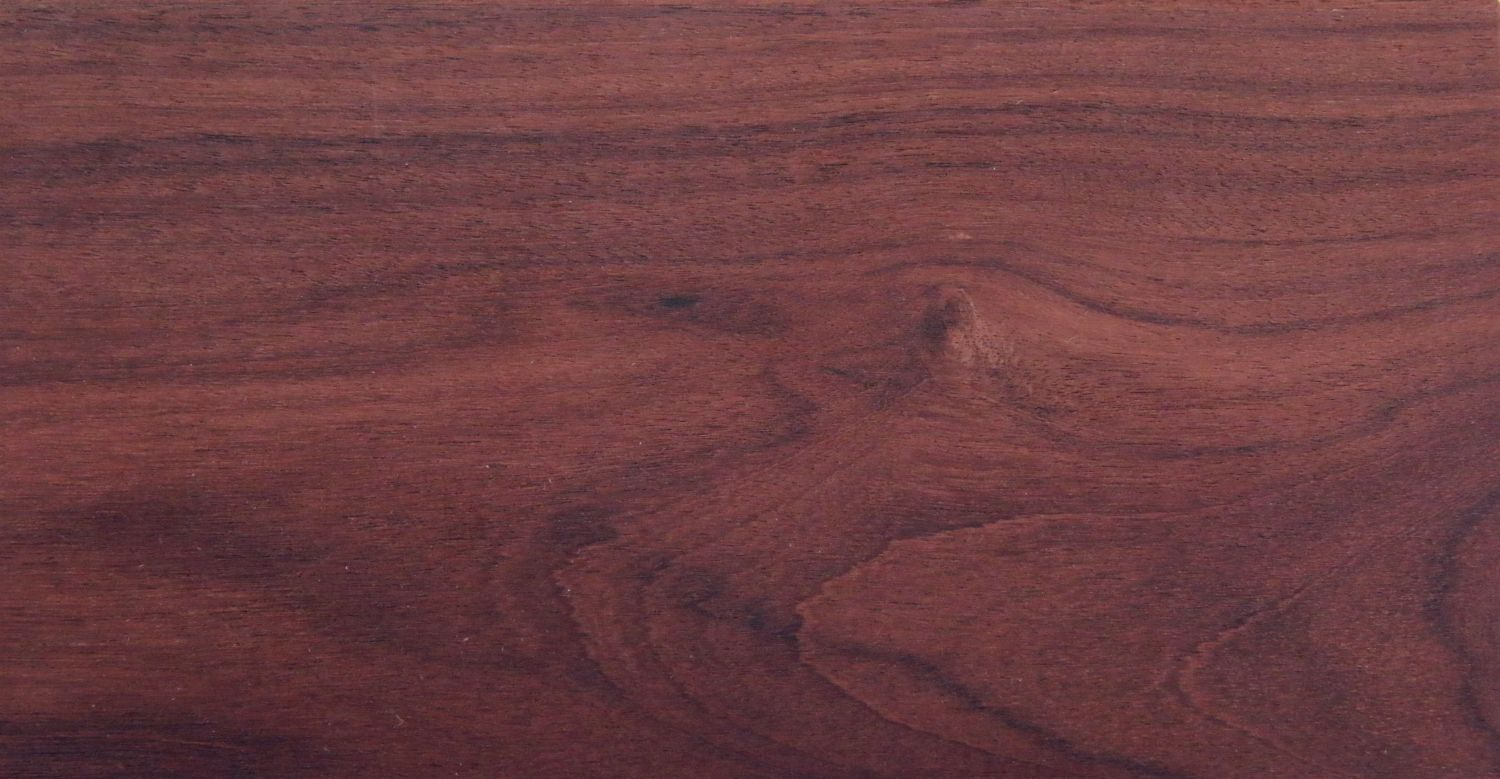
Dřevo Machaerium scleroxylon